# Verger porteri
Verger porteri är en nattsländeart som först beskrevs av Luisa Eugenia Navas 1907.  Verger porteri ingår i släktet Verger och familjen husmasknattsländor. Inga underarter finns listade i Catalogue of Life.